# Eleições municipais de Rio Grande (Rio Grande do Sul) em 1985
A eleição municipal de Rio Grande (Rio Grande do Sul) em 1985 ocorreu em 15 de novembro de 1985. O prefeito era Abel Abreu Dourado (PDS), nomeado pelo Conselho de Segurança Nacional.
A eleição municipal de 1985 foi a primeira eleição direta para prefeito do Município de Rio Grande desde a eleição de 1962, quando fora eleito Farydo Salomão, que foi cassado pelo Regime Militar em 1964.
Foram apurados 73.017 votos, dos quais 23.765 foram dados ao candidato do Partido Democrático Social, Rubens Emil Corrêa, que foi eleito, sendo seguido por Sinesio Cerqueira Neto (PMDB), que obteve 21.919 votos, e Jorge Cabelen Kalil (PDT), que recebeu 8.953 votos.